# 图尔奈站
图尔奈站（法語：Gare du Tournai）是比利时埃诺省城市图尔奈的鐵路車站。首座车站于1842年启用，服役三十年后拆除。当前的车站由建筑师亨德里克·贝亚特设计，建于1874-1879年。作为边境站，该站曾设有海关办公室和警察局。

## 列车服务
该站目前提供以下列车服务：
- 城际列车 (IC-06) 图尔奈 - 阿特 - 哈勒 - 布鲁塞尔 - 布鲁塞尔机场
- 城际列车 (IC-19) 里尔 - 图尔奈 - 圣吉兰 - 蒙斯 - 沙勒罗瓦 - 那慕尔
- 城际列车 (IC-25) 穆斯克龙 - 图尔奈 - 圣吉兰 - 蒙斯 - 沙勒罗瓦 - 那慕尔 - 于伊 - 列日 - 列尔斯（周末）
- 城际列车 (IC-26) 科特赖克 - 图尔奈 - 哈勒 - 布鲁塞尔 - 登德尔蒙德 - 洛克伦 - 圣尼克拉斯（周一至周五）
- 地方列车 (L-29) 图尔奈 - 圣吉兰 - 蒙斯 - 阿特 - 赫拉尔兹贝亨（周一至周五）
- 上法兰西TER (P81) 图尔奈 - 阿斯克 - 里尔